# IAAF Race Walking Challenge Final 2012
IAAF Race Walking Challenge Final 2012 – zawody lekkoatletyczne w chodzie sportowym, które odbyły się 14 września w Ordos w regionie Mongolia Wewnętrzna w Chinach.
Impreza była ostatnią z cyklu IAAF Race Walking Challenge w sezonie 2012.

## Rezultaty

### Mężczyźni
| Konkurencja:  | 1. miejsce | Rezultat | 2. miejsce | Rezultat | 3. miejsce | Rezultat |
| Chód na 10 km | Wang Zhen  | 39:27    | Cai Zelin  | 39:44    | Chen Ding  | 39:51    |

### Kobiety
| Konkurencja:  | 1. miejsce | Rezultat | 2. miejsce    | Rezultat | 3. miejsce | Rezultat |
| Chód na 10 km | Liu Hong   | 43:18    | Ana Cabecinha | 43:31    | Lü Xiuzhi  | 43:37    |